# Rhantus binotatus
Rhantus binotatus är en skalbaggsart som först beskrevs av Harris 1828.  Rhantus binotatus ingår i släktet Rhantus och familjen dykare. Inga underarter finns listade i Catalogue of Life.